# Ivar Ragnarsson

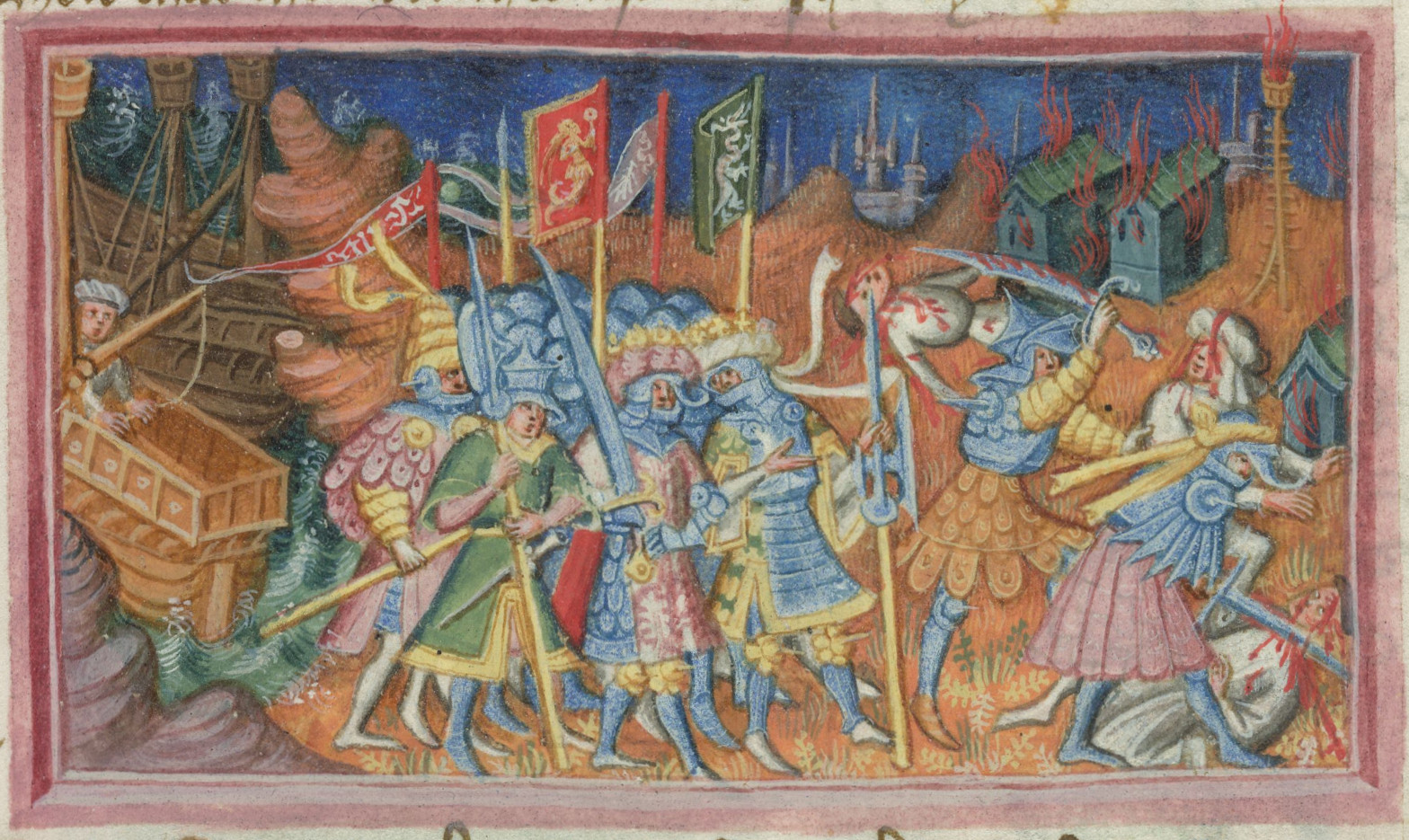
Ivar en Ubbe plunderen

Inguar of Ivar, bijgenaamd de Beenloze (Oudnoors: Īvarr inn beinlausi; Oudengels: Hyngwar), in de literatuur ook Ivar Ragnarsson genoemd, was een negende-eeuwse Vikingleider, die tevens een reputatie als berserker had.
Ivar was vermoedelijk al vanaf 851 actief in Ierland, samen met zijn familielid Olaf (Óláfr hinn Hvíti). In de herfst van 865 leidde hij samen met zijn strijdmakker Halfdan het Grote heidense leger tijdens de invasie van East Anglia, het middenoostelijk deel van Engeland. De Vikingen sloten al snel een overeenkomst met de inwoners. Het volgende jaar leidde Ivar zijn troepen noordwaarts, waar hij de stad Eoferwic, het huidige York, gemakkelijk innam op de in een burgeroorlog verwikkelde Northumbriërs. De Denen noemden deze stad Jórvík. In 867 slaagden Ivar en de Denen er in om de stad te behouden tijdens een vergeefse poging door de Angelsaksen om de stad terug te veroveren.
In latere sagen wordt Ivar omschreven als een broer of halfbroer van Halfdan, Ubbe, Björn Järnsida en Sigurd Slang-in-het-oog. Zijn vader was de legendarische aanvoerder Ragnar Lodbrok, van wie men meende dat zijn rijk grote delen van het hedendaagse Denemarken en Zweden besloeg; zijn moeder was diens derde vrouw Aslaug. Ivar zou de moord op zijn vader gewroken hebben door koning Ælle van Northumbria te doden met het ritueel van de bloedarend. "De wreedste van allemaal was Ivar, de zoon van Ragnar , die overal christenen doodmartelde", stelt de kroniekschrijver Adam van Bremen omstreeks 1075.
Ivar verdwijnt na 870 uit de bronnen en is volgens Ierse kronieken mogelijk in 873 gestorven na de val van zijn koninkrijk.